# تعاون ثنائي
التعاون الثنائي هي إدارة العلاقات السياسية أو الاقتصادية أو الثقافية بين دول ذات سيادة. وهي على النقيض من العلاقات الأحادية أو التعددية والتي هي نشاط من قبل دولة واحدة مع عدد من الدول. عندما تعترف الدول بعضها ببعض كدول ذات سيادة وتوافق على العلاقات الدبلوماسية، فإنها تكون علاقات ثنائية. وستتبادل الدول التي تربطها علاقات ثنائية الدبلوماسيين مثل السفراء لتسهيل الحوار والتعاون.
تعد كل من اتفاقيات التجارة الحرة أو الاستثمار الأجنبي المباشر الموقّعة بين بلدين أمثلة شائعة للتعاون الثنائي. نظرًا لتوقيع معظم الاتفاقيات الاقتصادية تبعًا لخصائص محددة بين البلدان المتعاقدة لتقديم معاملة مخصصة لبعضهما البعض، لا حاجة لوجود مبدأ معمم وإنما إلى معاملة ظرفية مميزة. وبالتالي يتيح التعاون الثنائي الخروج باتفاقيات والتزامات مصممة خصيصًا للبلدان المتعاقدة سويًا ولا تنطبق سوى عليها. إلا أن تلك البلدان ستواجه معاوضة نظرًا لكونها أكثر هدرًا في تكاليف التعاملات عن الاستراتيجية متعددة الأطراف. ضمن إستراتيجية التعاون الثاني، على كل من المشاركين المفاوضة على عقد جديد. لذا تفضل هذه الاستراتيجية عندما تكون تكاليف التعاملات قليلة وعدد الأعضاء كثير، بما بتوافق مع «الفائض الاقتصادي» من الناحية الاقتصادية. علاوة على ذلك، تكون هذه الخطة ذات فعالية في حال أرادت دولة ذات نفوذ إطباق سيطرتها على دول أصغر من منظور ليبرالي، نظرًا لأن بناء سلسلة من الاتفاقيات ثنائية التعاون مع الدول الصغيرة يمكن أن يزيد من تأثير الدولة.

## أمثلة
- تمتلك كل من أستراليا وكندا تعاونًا ثنائيًا فيما بينهما؛ إذ تمتلك الدولتان حكومات متشابهة وتتشارك نفس القيم بالإضافة إلى أنهما يتبعان لنفس الرئيس الشرفي. أرسلت الحكومة الكندية في عام 1895 جون لاركي إلى سيدني بهدف إنشاء هيئة تجارية، وفي عام 1935 أرسلت كندا تشارلز بورشل (أول مفوّض سامٍ كندي لأستراليا) بهدف إضفاء طابع رسمي على العلاقات بين كلتا الدولتين.[3] كانت الدولتان حليفتان وقت الحرب، كما تعتبر علاقاتهما الاقتصادية والتجارية قوية.
- تمتلك الهند ونيبال علاقة تعاون ثنائي منذ قديم الأزمان حتى قبل مولد بوذا عام 544 قبل الميلاد. في الوقت الحاضر، أُكدت هذه العلاقة التقليدية عبر معاهدات خطية. وُقعت معاهدة الصداقة والسلام بين الهند ونيبال في شهر يوليو من عام 1950. قدمت تلك المعاهدة آثارًا سياسية واقتصادية تهمّ كلا البلدين، وقع كلا البلدين من جديد تشجيع استثمار ثنائي واتفاقية حماية. لعبت معاهدات التعاون الثنائية هذه دورًا رئيسًا في تطور قانون الاستثمار الدولي. يمكن لقاطني كلتا الدولتين التجوال عبر الحدود دون جواز سفر أو فيزا، إضافة لحرية العيش والعمل وامتلاك عقار في البلد الآخر. كما يشكل «الجوكا» نسبةً من الجيش الهندي. يعيش الملايين من سكان النيبال ضمن الهند منذ فترة طويلة من الزمن.[4]
- تمتلك الولايات المتحدة علاقات ثنائية مع عدة دول شرق آسيوية، بالأخص كوريا الجنوبية واليابان وتايوان (الصين). شكلت الولايات المتحدة تحالفًا ثنائيًا مع اليابان خلال فترة المعاهدة الأمنية بين الولايات المتحدة واليابان. كما شكلت الولايات المتحدة تحالفًا ثنائيًا مع كوريا خلال فترة اتفاقية وضع القوات بين الولايات المتحدة وكوريا الجنوبية، وتحالفًا مع جمهورية الصين الشعبية خلال فترة معاهدة الدفاع المشترك بين الصين والولايات المتحدة عام 1954. على خلاف علاقاتها مع بلدان الاتحاد الأوروبي التي تأخذ شكل تحالف متعدد الأطراف يتمركز في منظمة حلف شمال الأطلسي، تفضل الولايات المتحدة علاقة مباشرة مع كل دولة شرق آسيوية على حدة. بدلًا من تأسيس تحالف أمني أو استضافة قمة، تميل الولايات المتحدة لإجراء تواصل مباشر مع كل دولة على حدة. سواء من منظور تاريخي أو سياسي، يمكن لكل دولة شرق آسيوية أن تكون ندًا أو هدفًا لأخرى. وبالتالي يصعب نسبيًا إنشاء تحالفات متعددة الأطراف، والتي ترتكز بدورها على الاعتماد المتبادل. كان الهدف الرئيسي وراء تفضيل الولايات المتحدة معاهدة ثنائية هو تجنب الخلاف، كما كان هو الحال مع المعاهدات متعددة الأطراف (خطر الانشقاقات ضمن المعاهدة متعددة الأطراف). أحد الأمثلة على ذلك هي فكرة «الموزع والأسلاك»، حيث تكون الولايات المتحدة بمثابة المركز (الموزع) والبلدان الشرق آسيوية هي الأسلاك؛ إذ تمتلك كل دولة منها علاقة مع الولايات المتحدة ولكن ليس فيما بينها.[5][6]
- هناك العديد من العوامل الفريدة وراء تفضيل الولايات المتحدة العلاقات الثنائية خصيصًا مع بلدان شرق آسيا، مقارنة مع العلاقات متعددة الأطراف مثل منظمة حلف شمال الأطلسي. أولًا، تمتلك الولايات المتحدة علاقات أطول وموجودة مسبقًا مع الدول الأوروبية. لذلك كان أسهل على الولايات المتحدة بناء وتشكيل هذه الرابطة متعددة الأطراف. يقول فيكتور تشا: «يجادل أكيسون في كون منظمة حلف شمال الأطلسي عبارة عن حصيلة عملية تداول طويلة الأمد طورتها القوى الغرب أوروبية بهدف الدفاع الجماعي قبل طلب مساعدة الولايات المتحدة، إضافة إلى نظر الولايات المتحدة إلى حلف شمال الأطلسي على كونه اتفاقية دفاع جماعي مشترك». أحد العوامل الأخرى لذلك التفضيل هو جغرافية شرق آسيا مقارنة بأوروبا. ارتباط الدول الأوروبية ببعضها يعطيها أفضلية في الأمن والاقتصاد. بينما في شرق آسيا، تقسم الدول عبر فضاء واسع وتفصل بينها مساحات شاسعة المسافة من المياه، ما يجعلها حالة أقل قابلية لتشكيل روابط متعددة الأطراف من وجهة نظر الولايات المتحدة. إضافة إلى امتلاك دول شرق آسيا أشكالًا عديدة للأنظمة: منها الشيوعية والأنظمة الاستبدادية والديمقراطية. بمقارنتها مع دول حلف شمال الأطلسي المؤلفة من دول ذات نظام حكم ديمقراطي، يصعب على دول شرق آسيا تشكيل علاقات متعددة الأطراف. هناك عامل آخر هو اعتراف دول حلف شمال الأطلسي بنفس مصدر التهديد، وهو الاتحاد السوفيتي. سمح ذلك بتوقيع اتفاق بين هذه الدول بهدف تشكيل هذه العلاقة متعددة الأطراف. إلا أنه في حالة شرق آسيا، لم يوجد مصدر خطر موحّد. كانت تُرى الصين كتهديد من قبل تايوان (جمهورية الصين). إضافة إلى رؤية كوريا الجنوبية لكورية الشمالية كمصدر تهديد لها. وبالتالي لاقت الولايات المتحدة صعوبات في تشكيل تحالفات مع البلدان الشرق آسيوية نتيجة اختلاف التهديدات المحيطة بكل دولة منهم. من بين العديد من التفسيرات وراء اختيار الولايات المتحدة التحالفات الثنائية في شرق آسيا، أضاف بعض المؤرخين الاجتماعيين أن صُناع القرار الأمريكيين اعتقدوا عدم امتلاك الآسيويين درجة التطور والمسؤولية المطلوبة بخصوص التنظيم المعقد للترتيبات الأمنية المتعددة الأطراف. خلص كل من كريستوفر هيمر وبيتر كاتزنستاين أن «الثقة مفقودة، ولم تُشارك الديانة والقيم المحلية سوى في حالات قليلة، كما ظهر العرق قوة قادرة تفصل بين الولايات المتحدة ودول آسيا».[7]
- اقترح فيكتور تشا نظرية تلاعب القوى ضمن مقاله «أصول التلاعب لأنظمة تحالفات الولايات المتحدة في آسيا»، والتي شرحت الأسباب وراء قرار الولايات المتحدة بخلق سلسلة من التحالفات الثنائية مع دول شرق آسيا. يُشاع استخدام التلاعب في أي موقف سياسي أو اجتماعي عند استخدام طرف ما ثقافته أو معلوماته ضد الآخرين بغرض كسب المصالح عبر استغلال المزايا الظرفية التي يمتلكها هذا الطرف. وفقًا لنظريات تلاعب السلطة، أُنشئت التحالفات بهدف تقييد واحتواء الدول المنبوذة (الخارجة عن القانون) من تنفيذ سلوك عدواني من شأنه أن يؤدي إلى صراع وتدخل عسكري أكبر. تتضمن التحالفات مع الدول المنبوذة القائد التايواني كاي شيك شيانغ، الذي كان يتطلع إلى استعادة الأراضي الصينية، والقائد الكوري سينجمان ري الذي أراد توحيد شبه الجزيرة الكورية. كما شعرت الولايات المتحدة بالقلق من استعادة اليابان قوتها الإقليمية في آسيا. خلص تشا إلى أن مخططي الولايات المتحدة في فترة ما بعد الحرب اختاروا هذا النوع من البنية الأمنية كمحاولة لتجنب العدوان من قبل الديكتاتوريين المؤيدين للغرب في شرق آسيا وزيادة نفوذ الولايات المتحدة واعتماد الدول عليها.